# Archibald Douglas (1910–1992)
Gösta Archibald Douglas, född 3 oktober 1910 i Stockholm, död 26 februari 1992 på Ekensholm, Södermanlands län, var en svensk greve och företagsledare.

## Biografi
Douglas var son till generallöjtnanten, greve Archibald Douglas och Astri Henschen samt bror till Carl Douglas. Han tog studentexamen 1928 och studerade vid Frans Schartaus Handelsinstitut 1929 samt diplomerades från Handelshögskolan i Stockholm 1936. Douglas tjänstgjorde vid Stockholms Enskilda Bank 1936-1943, var direktör i AB Investor 1943-1946, verkställande direktör i Förvalta AB Providentia 1946-1958 (styrelseledamot) och Svenska dataregister AB 1958-1968. Douglas var direktör i Sweda International 1966-1975, Litton Industries 1968-1975 och styrelseordförande i Svensk-amerikanska handelskammaren i New York 1975-1981. Efter pensionering från Litton Industries 1975 blev han ordförande i Saab-Scania of America Inc vilket han var fram till 1981.
Han tog reservofficersexamen 1932 och blev ryttmästare i kavalleriets reserv 1944. Douglas blev kammarherre 1952. Douglas var vice ordförande i fastighet AB Drott, styrelseledamot i AB Navigare, Acierex AB och Monroe Calculating Machine Co Inc i Orange, New Jersey, USA samt i London Office Machines Ltd i London. Han var även vice ordförande i Kungliga Svenska Segelsällskapet.
Douglas gifte sig 1945 med Margareta Lagerfelt (1924–2010), dotter till generalmajoren, friherre Axel Lagerfelt och Stina von Stockenström. Han var far till Louise (född 1946), Archibald (född 1949 och Richard (född 1952). Han var bosatt i bland annat Stockholm, Sverige, Beverly Hills, Kalifornien, Middleburg, Florida och Rivanna Farm nära Charlottesville, Virginia. Douglas avled 1992 på slottet Ekensholm.

## Utmärkelser
Douglas utmärkelser:
- Riddare av Vasaorden (RVO)
- Kommendör av Nederländska Oranienhusorden (KNedOHO)
- Riddare av Danska Dannebrogorden (RDDO)